# Torcuato Luca de Tena y Álvarez Ossorio
 (février 2023).
Si vous disposez d'ouvrages ou d'articles de référence ou si vous connaissez des sites web de qualité traitant du thème abordé ici, merci de compléter l'article en donnant les références utiles à sa vérifiabilité et en les liant à la section « Notes et références ».
Torcuato Luca de Tena y Álvarez Ossorio, né le 21 février 1861 à Séville et mort le 15 avril 1929 à Madrid, est un journaliste et homme d'affaires espagnol, 1er marquis de Luca de Tena. Il est le fondateur du magazine Blanco y Negro, qui fera partie du groupe de médias Prensa Española (devenu Vocento), dont fait également partie le journal ABC.

## Biographie
Né à Séville le 21 février 1861, il était le fils d'une riche famille industrielle de la ville, liée par le passé aux idées libérales. Il fait les premières années de son cursus scolaire dans sa ville natale. Ensuite, à l'âge de douze ans il fonde à Madrid, avec d'autres collègues de son âge, un hebdomadaire pour enfants, La Educación, signe précoce de sa vocation journalistique. Tout en étudiant le droit, il devient attaché diplomatique à l'ambassade d'Espagne au Maroc, entre 1876 et 1878. Après cette expérience diplomatique, et après avoir obtenu son diplôme à l'université de Madrid, il a consacré une dizaine d'années aux entreprises familiales et à la grande banque, voyageant fréquemment à l'étranger, où il a pu étudier de près le degré d'avancement du journalisme européen de l'époque.
Le Madrid social de l'Espagne sous la régence de Marie-Christine d'Autriche l'a conduit, par vocation journalistique, par son tempérament nationaliste espagnol et par son goût artistique, dans le monde du journalisme. Luca de Tena a pressenti le modèle actuel des sociétés de presse à un moment où l'ancien style des organes politiques espagnols commençait à avoir une crise. C'est ainsi qu'est née l'idée de créer Blanco y Negro, le premier projet important de Luca de Tena au service du journalisme espagnol. Cet herbdomadaire, fondé à Madrid le 10 mai 1891, était l'exemple le plus clair de la façon dont le slogan « la letra con monos entra » — Les caricatures attirent le lecteur — triompherait parmi de larges secteurs du public.
Le magazine Blanco y Negro est la base éditoriale à partir de laquelle Luca de Tena entreprend de créer ABC, fondé comme hebdomadaire le 1er janvier 1903 et transformé en journal le 1er juin 1905. Les différentes campagnes patriotiques de ce journal se consolident rapidement. son prestige. Luca de Tena a créé une société d'édition, Prensa Española, SA, qui était l'entreprise journalistique la plus importante d'Espagne à l'époque de sa fondation, et l'a dotée des avancées techniques les plus modernes en arts graphiques; par la suite, de nombreux titres de journaux et de magazines en sont sortis: Gedeón (1895-1907), Gente Menuda (1906-10), Actualidades (1908-10), El Teatro (1909-10), Los Toros (1909-10) et Ecos (1912), journal du soir.
Il a toujours donné à ses entreprises une certaine charge idéologique, atténuée par son nationalisme espagnol et par son monarchisme, Luca de Tena était membre du Parti libéral-conservateur et député de Martos aux législatures de 1893, 1898 et 1901, et sénateur de la province de Jaén en 1903 et 1905 (ses liens à Jaén passent par son mariage avec Esperanza García de Torres León, nièce du politicien libéral local, Eduardo León y Llerena, propriétaire de la station balnéaire de Marmolejo de 1882 à 1900); et il fut aussi député sénateur de Séville en 1907, et plus tard sénateur à vie jusqu'au gouvernement du général Miguel Primo de Rivera, en 1923.
Luca de Tena a refusé deux fois de devenir ministre, d'abord dans le gouvernement de José Canalejas, puis avec Antonio Maura, mais dans sa vie parlementaire, il est intervenu en proposant des reformes dans le domaine des postes et communications, et il est connu pour ses initiatives devenues des lois en soutien de la presse et le journalisme tels que la diffusion postale de la presse, les tarifs préférentiels pour la presse et certaines modifications du mandat postal. Quelques mois avant la mort de Luca de Tena, le roi Alfonso XIII lui accorde le titre de Marqués de Luca de Tena pour lui-même et ses enfants et descendants « récompensant les grands et constants services qu'à la nation et la monarchie a fourni l'illustre Patricien ».
À l'heure de sa mort, il a décidé que sur son faire-part de décès il n'eût qu'un seul titre : « Journaliste ».